# Lista de filmes com temática LGBT de 2010
Esta é uma lista de filmes que contém personagens e/ou temática lésbica, gay, bissexual, ou transgênera lançados em 2010.
| Título                                                                    | Diretor                                                               | País                                 | Gênero                              | Elenco | Anotações |
| ------------------------------------------------------------------------- | --------------------------------------------------------------------- | ------------------------------------ | ----------------------------------- | --- | --- |
| 2 Frogs dans l'Ouest                                                      | Dany Papineau                                                         | Canadá                               | Comédia, Drama                      | Mirianne Brulé, Dany Papineau, Jessica Malka, Germain Houde, Charlie David                                      | Uma jovem franco-canadense larga a faculdade e vai para o oeste do Canadá para aprender inglês                                                                     |
| 8: The Mormon Proposition                                                 | Reed Cowan, Steven Greenstreet                                        | EUA                                  | Documentário                        | Dustin Lance Black, Spencer Jones, Tyler Barrick, Linda Williams Stay, Kate Kendell, David Melson               | Examina a Igreja de Jesus Cristo dos Santos dos Últimos Dias e seu apoio da Proposição 8 da Califórnia                                                             |
| 14 Days with Victor                                                       | Román Parrado                                                         | Espanha                              | Drama                               | Ferran Audi, Guillermo Ayesa, Nuria Casas, Peter Charlton, Joe Dixon, Lina Lambert                              | Um jovem tentando sobreviver em Londres conhece dois artistas que dividem um estúdio                                                                               |
| 18 Bilder/Sek                                                             | Tobias Greber                                                         | Alemanha                             | Drama                               | Nepomuc von Kornmann, Alexander Frank Zieglarski                                                                | [ 4 ] |
| 18 Comidas                                                                | Jorge Coira                                                           | Espanha                              | Comédia, Drama                      | Luis Tosar, Federico Pérez Rey, Víctor Fábregas, Esperanza Pedreño, Gael Nodar Fernández, Mario Zorrilla        | Seis histórias desenvolvidas durante refeições |
| 50/50                                                                     | Krzysztof Nowiński, Dominika Długokęcka                               | Polônia                              | Documentário                        | Krzysztof Nowinski                                                                                              | Criado a partir do material filmado por Nowinski durante sua internação no hospital em 2006                                                                        |
| 80 egunean                                                                | Jon Garaño, Jose Mari Goenaga                                         | Espanha                              | Drama, Romance                      | Itziar Aizpuru, Mariasun Pagoaga, José Ramón Argoitia, Ane Gabarain, Zorion Eguileor, Patricia López            | trad. 80 Dias Após 50 anos sem se verem, uma idosa reencontra uma amiga da adolescência em um hospital                                                             |
| Aarekti Premer Golpo (আরেকটি প্রেমের গল্প)                                      | Kaushik Ganguly                                                       | Índia                                | Drama                               | Rituparno Ghosh, Indraneil Sengupta, Jisshu Sengupta, Churni Ganguly, Raima Sen, Chapal Bhaduri                 | Uma cineasta trans e seu amante bissexual filmam um documentário em Calcutá                                                                                        |
| Abbaga yeojadeul jongahae (아빠가 여자를 좋아해)                          | Lee Kwang-jae                                                         | Coreia do Sul                        | Comédia, Romance                    | Lee Na-young, Lee Pil-mo, Jung Ae-yeon, Kim Ji-seok, Kim Hee-Soo                                                | Também conhecido como Lady Daddy Uma criança de uma família divorciada procura por seu pai, sem saber que este fez uma cirurgia de redesignação sexual             |
| The Accidental Death of Joey by Sue                                       | Neal Thibedeau, Sarah Louise Wilson                                   | EUA                                  | Comédia, Drama, Romance             | Steve Talley, Mercedes Le Anza, Lin Shaye, Vanessa Libertad, Caroline LeDuc, Christina Ferraro                  | Logo depois do Dia dos Mortos, um jovem casal deve decidir se continuarão seu relacionamento                                                                       |
| The Adonis Factor                                                         | Chistopher Hines                                                      | EUA                                  | Documentário                        | Gregory Cason, Clint Catalist, Anderson Davis, Anthony O'Brien, Shane Stiel, Bruce Vilanch                      | Sobre a obsessão com a perfeição física na comunidade gay |
| The Adults in the Room                                                    | Andrew Blubaugh                                                       | EUA                                  | Documentário, Drama                 | Seth Allen, Teresa Decher, Ryan Findley                                                                         | Docudrama sobre a relação que o diretor teve com um homem o dobro de sua idade na adolescência                                                                     |
| An Affirmative Act                                                        | A.J. Mattioli                                                         | EUA                                  | Crime, Drama, Mistério              | Charles Durning, Blanche Baker, Costas Mandylor, Robert Clohessy, Thomas G. Waites, Eric Etebari                | Um casal lésbico entra na justiça para lutar contra uma acusação de fraude matrimonial                                                                             |
| Ai no kotodama: sekai no hatemade (愛の言霊2 ~ 世界の果てまで )           | Takashi Kaneda                                                        | Japão                                | Comédia, Drama, Romance             | Makoto Uenobori, Ryunosuke Kawai, Yasuka Saito, Mina Shimizu, Joe Hyuga, Seiji Nakamitsu                        | trad. O Espírito da Palavra Amor - Até o Fim do Mundo Sequencia do filme de 2007                                                                                   |
| Alex und der Löwe                                                         | Ives-Yuri Garate                                                      | Alemanha                             | Drama, Romance                      | Andre Scheider, Sacia Haj, Udo Lutz, Beate Kurecki, Marcel Schlutt                                              | Um executivo se apaixona por um homem que acabou de sair de um longo relacionamento                                                                                |
| Altitude Falling                                                          | Paul Bright                                                           | EUA                                  | Ação, Aventura                      | Heath Allyn, Matt Beene, Peggy Mae Binn, Paul Bright, William Diamond, Dan Eggleston                            | Em uma sociedade distópica onde as pessoas são rastreadas por chips, um homem isolado nas montanhas se apaixona por um homem mais jovem                            |
| Amor en tránsito                                                          | Lucas Blanco                                                          | Argentina, Espanha                   | Comédia                             | Sabrina Garciarena, Verónica Pelaccini, Lucas Crespi, Damián Canduci, Carlos Kaspar, Alejo Ortiz                | [ 17 ] |
| Amores Imaginários                                                        | Xavier Dolan                                                          | Canadá                               | Drama                               | Monia Chokri, Niels Schneider, Xavier Dolan, Anne Dorval                                                        | |
| L'amour fou                                                               | Pierre Thoretton                                                      | França                               | Documentário                        | Betty Catroux, Loulou de la Falaise, Frédéric Chambre, Boujemaa Lahbali, Catherine Deneuve, Laetitia Casta      | trad. O Louco Amor de Yves Saint Laurent Sobre Yves Saint-Laurent e seu amante, Pierre Bergé                                                                       |
| Amphetamine (安非他命)                                                    | Scud                                                                  | Hong Kong                            | Drama                               | Byron Pang, Tom Price, Linda So, Winnie Leung                                                                   | Um banqueiro em dúvida entre ficar em Hong Kong ou voltar para a Austrália se apaixona por um professor de natação                                                 |
| Anarchija Žirmūnuose                                                      | Saulius Drunga                                                        | Lituânia                             | Drama                               | Toma Vaškevičiūtė, Severija Janušauskaitė, Giedrė Giedraitytė, Toma Gailiūtė, Jūratė Onaitytė, Lina Budzeikaitė | Uma garota provinciana tenta entrar no mundo da cidade grande |
| And, There You Are                                                        | Doug Sebastian                                                        | EUA                                  | Comédia, Drama, Romance             | Roy Kirkland, Stephen C. Terrio Jr., Tyler Mitchell, Eugene Mapp, Jeffrey Ordonez, Davey Sheffield              | Um homem de negócios de sucesso e gostos refinados tem má sorte no amor e sempre acaba namorando homens comprometidos                                              |
| Anderson's Cross                                                          | Jerome Elston Scott                                                   | EUA                                  | Comédia, Drama                      | Michael Warren, Joanna Cassidy, Joyce Guy, Jerome Elston Scott, Nicholas Downs, Bill Moseley                    | A amizade entre quatro adolescentes de personalidades diferentes é testada pela intrusão de outras pessoas                                                         |
| Ang Tanging Ina Mo (Last na 'To!)                                         | Wenn V. Deramas                                                       | Filipinas                            | Comédia, Drama                      | Ai-Ai delas Alas, Marvin Agustin, Eugene Domingo, Nikki Valdez, Carlo Aquino, Alwyn Uytingco                    | Uma mãe dedicada com poucos meses de vida leva a ideia de passar seus últimos dias de vida com a família ao extremo                                                |
| Ångrarna                                                                  | Marcus Lindeen                                                        | Suécia                               | Documentário                        | Mikael Johansson, Kicke Fagin                                                                                   | Duas pessoas que tiveram suas cirurgias de redesignação sexual revertidas                                                                                          |
| Antes                                                                     | Daniel Gimelberg                                                      | Argentina                            | Drama                               | Nahuel Viale, Nahuel Pérez Biscayart, Carlos Portaluppi, Guadalupe Docampo                                      | [ 24 ] |
| Apart                                                                     | Afdhere Jama                                                          | EUA                                  | Drama, Romance                      | Ajibike Adekoya, Luis Anguiano, Jamie Bernadette, John Juncos, Eli Marrs, Chance Marure                         | Segue várias vidas que acabam se entrelaçando em Los Angeles |
| Apo thavma (Από Θαύμα)                                                    | Marinos Kartikkis                                                     | Chipre                               | Drama                               | Eliza Patsalidou, Giorgos Hatzikyriakos, Lefteris Salomidis, Androulla Irakleous                                | As vidas de um casal tentando conceber encontram a de um homem no armário                                                                                          |
| Apokommata (Αποκόμματα)                                                   | Mihalis Ginos, Spyros Papathomopoulos                                 | Grécia                               | Crime, Fantasia, Mistério           | Leonardo Sfontouris, Kostas Delakouras, Anna Etiaridou                                                          | Um grupo de jovens artistas filmam uma produção baseada em um assassinato não resolvido                                                                            |
| Arias with a Twist                                                        | Bobby Sheehan                                                         | EUA                                  | Documentário                        | Basil Twist, Joey Arias                                                                                         | Sobre a colaboração entre o artista de cabaré e drag Joey Arias e o mestre marioneteiro Basil Twist                                                                |
| Ashes                                                                     | Elias Matar                                                           | EUA                                  | Terror, Suspense, Ficção Científica | Brian Krause, Kadeem Hardison, Richard Gant, Barbara Nedeljáková, Kym Jackson, Joel Bryant                      | Um médico obcecado com encontrar a cura para a AIDS acaba criando uma bactéria agressiva que ataca o corpo                                                         |
| Attenberg                                                                 | Athina Rachel Tsangari                                                | Grécia                               | Drama                               | Ariane Labed, Evangelia Randou, Vangelis Mourikis, Yorgos Lanthimos                                             | |
| L'Arbre et la forêt                                                       | Olivier Ducastel, Jacques Martineau                                   | França                               | Drama                               | Guy Marchand, Françoise Fabian, Sabrina Seyvecou, Yannick Renier, François Negret, Catherine Mouchet            | Baseado em parte na vida de Pierre Seel |
| Baby Jane?                                                                | William Clift                                                         | EUA                                  | Comédia                             | Matthew Martin, J. Conrad Frank, Alotta Boutte, Vincent De Paul, Mike Finn, Jeff Dylan Graham                   | Uma refilmagem drag do filme What Ever Happened to Baby Jane? de 1962                                                                                              |
| BANDAGE (バンデイジ)                                                      | Takeshi Kobayashi                                                     | Japão                                | Drama, Romance                      | Jin Akanishi, Kie Kitano, Kengo Kora, Yuki Shibamoto, Anne Watanabe, Ayumi Ito                                  | Nos anos 90, uma banda tem suas amizades e talentos testados quando entram na indústria musical                                                                    |
| Bas-fonds                                                                 | Isild Le Besco                                                        | França                               | Drama                               | Valérie Nataf, Ginger Romàn, Noémie Le Carrer, Ingrid Leduc, Benjamin Belkhodja, Alain Ollivier                 | Nas margens da civilização, três mulheres dividem uma vida desesperada                                                                                             |
| Bashment                                                                  | Rikki Beadle-Blair                                                    | Reino Unido                          | Drama                               | Joel Dommett, Ludvig Bonin, Nathan Clough, Marcus Kai, Jennifer Daley, Arnie Hewitt                             | Após um ataque homofóbico durante uma competição de música, os culpados defendem suas ações como tendo sido provocadas pela vítima                                 |
| The Battle of Pussy Willow Creek                                          | Wendy Jo Cohen                                                        | EUA                                  | Histórico, Comédia                  | Emily Mitchell, Christopher Lukas, Tim Cusack, Zeb Hollins III, Matthew Ludwinski                               | Mocumentário que segue as vidas de um coronel gay, um idoso chinês, um ex-escravo, e uma prostituta adolescente na Guerra de Secessão                              |
| Beautiful Darling                                                         | James Rasin                                                           | EUA                                  | Documentário                        | Chloë Sevigny (narradora), John Waters, Fran Lebowitz, Holly Woodlawn, Paul Morrissey                           | Sobre a atriz trans pioneira Candy Darling |
| Bear Nation                                                               | Malcolm Ingram                                                        | EUA                                  | Documentário                        | Douglas Langway, Kevin Smith                                                                                    | Explora a comunidade dos ursos, e aqueles que são atraídos por eles                                                                                                |
| BearCity                                                                  | Doug Langway                                                          | EUA                                  | Comédia                             | Joe Conti, Stephen Guarino, Brian Keane, Gregory Gunter, Sebastian La Cause, Alex Di Dio                        | trad. Cidade dos Ursos Um jovem gay twink fantasia sobre ursos e procura o homem perfeito                                                                          |
| Beginners                                                                 | Mike Mills                                                            | EUA                                  | Comédia, Romance, Drama             | Ewan McGregor, Christopher Plummer, Mélanie Laurent, Goran Višnjić, Mary Page Keller, China Shavers             | Baseado na história do pai do diretor, que saiu do armário aos 75 anos                                                                                             |
| La belle endormie                                                         | Catherine Breillat                                                    | França                               | Fantasia, Drama                     | Carla Besnaïnou, Julia Artamonov, Kerian Mayan, David Chausse, Luna Charpentier, Camille Chalons                | Adaptação do clássico conto d'A Bela Adormecida |
| Ben & Sam                                                                 | Shandii Bacolod                                                       | Filipinas                            | Drama                               | Ray An Dulay, Jess Mendoza, Angeli Bayani, Tara Cabaero, Micah Muñoz, Arpee Bautista                            | Um universitário rico com uma infância abusiva conhece um calouro                                                                                                  |
| La bisexualité: tout un art?                                              | Laure Michel, Eric Wastiaux                                           | França                               | Documentário                        | Jennifer Baumgardner, Frédéric Beigbeder, John Cameron Mitchell, Lani Kaahumanu, Yelle                          | Explora as percepções modernas sobre a bissexualidade |
| Das blaue Licht                                                           | Carsten Fiebeler                                                      | Alemanha                             | Fantasia                            | Veronica Ferres, Christoph Bach, Marleen Lohse, Christoph Letkowski, Gideon Finimento, Christian Tramitz        | trad. A Lâmpada Azul Adaptação do conto de fadas homônimo dos Irmãos Grimm                                                                                         |
| Bloomington                                                               | Fernanda Cardoso                                                      | EUA                                  | Drama                               | Allison McAtee, Sarah Stouffer, Katherine Ann McGregor                                                          | |
| Boxhagener Platz                                                          | Matti Geschonneck                                                     | Alemanha                             | Comédia, Drama, Histórico           | Gudrun Ritter, Michael Gwisdek, Samuel Schneider, Meret Becker, Hermann Beyer, Jürgen Vogel                     | Adaptação do romance homônimo de Torsten Schulz de 1968 |
| Burlesque                                                                 | Steven Antin                                                          | EUA                                  | Musical, Drama, Romance             | Cher, Christina Aguilera, Eric Dane, Cam Gigandet, Julianne Hough, Alan Cumming                                 | |
| Burn Out the Day                                                          | Sean Bohary, Cinqué Lee                                               | EUA                                  | Comédia                             | Sean Bohary, Sarah Rubin, Melissa Russo, Cinque Lee                                                             | Um casal gay procura por uma barriga de aluguel |
| Call Me Salma                                                             | Aude Leroux-Levesque, Sébastien Rist                                  | Canadá                               | Documentário                        | | Segue o dia a dia de uma adolescente hijra em Daca |
| Carne de neón                                                             | Paco Cabezas                                                          | Espanha                              | Ação, Suspense, Comédia             | Mario Casas, Vicente Romero, Macarena Gómez, Luciano Cáceres, Ángela Molina, Darío Grandinetti                  | Para ganhar o respeito de sua mãe, um ex-prostituto decide abrir seu próprio bordel                                                                                |
| Casa Vieja                                                                | Lester Hamlet                                                         | Cuba                                 | Drama                               | Yadier Fernandez, Manuel Porto, Alberto Pujol, Daisy Quintana, Adria Santana                                    | Baseado no romance homônimo de Abelardo Estorino, onde um homem retorna ao lar após 14 anos quando seu pai está perto de morrer                                    |
| Chamaco                                                                   | Juan Carlos Cremata Malberti                                          | Cuba                                 | Drama, Crime                        | Fidel Betancourt, Caleb Casas, Aramís Delgado, Laura Ramos, Luis Alberto García, Francisco Garcia               | Um jovem é assassinado no parque central de Havana e as pessoas que circulam à noite pelo parque estão ligadas ao crime                                            |
| Changpihae (창피해)                                                       | Kim Su-hyeon                                                          | Coreia do Sul                        | Drama, Romance                      | Hyo-jin Kim, Kkobbi Kim, Sang-hyun Kim, Hyun-jin Seo                                                            | Uma professora de arte procura por uma modelo nu |
| Cheila: Una Casa Pa' Maita                                                | Eduardo Barberena                                                     | Venezuela                            | Comédia, Drama                      | Endry Cardeño, José Manuel Suárez, Violeta Alemán, Aura Rivas, Elodie Bernardeau, Luke Grande                   | Uma mulher trans retorna do Canadá para ver a família antes de sua cirurgia de redesignação sexual                                                                 |
| Children of God                                                           | Kareem Mortimer                                                       | Bahamas                              | Romance, Drama                      | Johnny Ferro, Margaret Laurena Kemp, Stephen Tyrone Williams, Van Brown, Mark Richard Ford, Craig Pinder        | Um dos primeiros filmes do Caribe a mostrar a homossexualidade |
| Chub Chaser                                                               | Crisaldo Pablo, Bobby Galura, Jonathan Batoy, Remar Mallari           | Filipinas                            | Drama                               | Joseff Young, Jeff Luna Francis Sienes, Chamyto Aguedan                                                         | [ 52 ] |
| Cisne Negro                                                               | Darren Aronofsky                                                      | EUA                                  | Suspense                            | Natalie Portman, Mila Kunis, Vincent Cassel, Barbara Hershey, Winona Ryder, Benjamin Millepied                  | |
| The Codes of Gender                                                       | Sut Jhally                                                            | EUA                                  | Documentário                        | Sut Jhally | Mostra como a publicidade americana difunde ideias normativas sobre a papéis sociais de gênero                                                                     |
| Como Esquecer                                                             | Malu de Martino                                                       | Brasil                               | Drama                               | Ana Paula Arósio, Murilo Rosa, Natália Lage, Arieta Corrêa, Bianca Comparato                                    | |
| Cuchillo de palo                                                          | Renate Costa                                                          | Espanha                              | Documentário                        | Miguel Auad Petunia, Renate Costa, Manuel Cuenca, Nancy Baruja                                                  | Investiga da misteriosa morte do tio da diretora, perseguido pela ditadura no Paraguai por conta de sua orientação sexual                                          |
| Cul-de-sac                                                                | Ramin Goudarzi Nejad, Mahshad Afshar                                  | Reino Unido                          | Drama                               | Ala Amirshahi, Kiana Firouz, Mahshad Torkan                                                                     | Uma lésbica iraniana procura refúgio no Reino Unido |
| Daniel Schmid - Le chat qui pense                                         | Benny Jaberg, Pascal Hofmann                                          | Suíça                                | Documentário                        | Daniel Schmid, Ingrid Caven, Rainer Werner Fassbinder, Peter Kern, Werner Schroeter, Bulle Ogier                | A vida e o trabalho do cineasta suíço Daniel Schmid |
| De caravana                                                               | Rosendo Ruíz                                                          | Argentina                            | Drama                               | Francisco Colja, Yohana Pereyra, Martín Rena, Rodrigo Savina, Gustavo Almada, La Mona Jiménez                   | Um fotógrafo de Córdoba aceita um trabalho no show de uma artista excêntrica                                                                                       |
| De la cage aux roseaux                                                    | Alessandro Avellis                                                    | França                               | Documentário                        | André Téchiné, Catherine Corsini, Gaël Morel, Olivier Ducastel, Jacques Martineau, Vincent Dieutre              | Explorar o cinema francês contemporâneo do ponto de vista da identidade de gênero                                                                                  |
| Dear Mr. Gacy                                                             | Svetozar Ristovski                                                    | Canadá                               | Drama, Crime, Suspense              | William Forsythe, Jesse Moss Emma Lahana                                                                        | |
| Death at a Funeral                                                        | Neil LaBute                                                           | EUA, Reino Unido                     | Comédia                             | Chris Rock, Martin Lawrence, Danny Glover, Regina Hall, Peter Dinklage, James Marsden                           | |
| Deleted Scenes                                                            | Todd Verow                                                            | EUA                                  | Drama                               | Ivica Kovacevic, Michael Vaccaro, Todd Verow, Josh Ubaldi, Brad Hallowell, J.Stephen Brantley                   | Um homem começa um caso tórrido com um jovem imigrante do leste europeu                                                                                            |
| The Depths                                                                | Ryusuke Hamaguchi                                                     | Coreia do Sul, Japão                 | Drama                               | Min-jun Kim, Hoshi Ishida, Soji Arai, Min-jong Kim, Aya Takeko                                                  | Um fotógrafo coreano famoso conhece um prostituto japonês andrógeno ao fotografar o casamento de um amigo                                                          |
| Des/Esperando                                                             | Erick Salas Kirchhausen                                               | Chile                                | Drama                               | Tomas Colvin, Veronica Moraga, Fernando Quintana                                                                | Para salvar seu relacionamento com seu jovem amante, um político no armário o leva em uma viagem                                                                   |
| El dios de madera                                                         | Vicente Molina Foix                                                   | Espanha                              | Drama                               | Marisa Paredes, Nao Albet, Sonia Almarcha, Madi Diocou, Olga Alamán, Ángela Castilla                            | Segue dois imigrantes ilegais, uma senhora recém-divorciada, e o filho gay dela                                                                                    |
| Dirty Girl                                                                | Abe Sylvia                                                            | EUA                                  | Drama, Comédia                      | Juno Temple, Milla Jovovich, William H. Macy, Mary Steenburgen, Dwight Yoakam, Jeremy Dozier                    | Uma adolescente rebelde e seu amigo gay escapam de suas realidades e viajam para a Califórnia                                                                      |
| Dog Sweat                                                                 | Hossein Keshavarz                                                     | Irã                                  | Drama                               | Ahmad Akbarzadeh, Tahereh Esfahani, Bagher Forohar, Shahrokh Taslimi, Rahim Zamani                              | Segue as vidas de seis jovens rebeldes presos pela sociedade conservadora iraniana                                                                                 |
| Donor Unknown                                                             | Jerry Rothwell                                                        | EUA                                  | Documentário                        | JoEllen Marsh, Danielle Pagano, Fletcher Norris, Rachelle Longest, Ryann McQuilton, Jeffrey Harrison            | Uma mulher procura pelo homem que doou esperma para sua mãe |
| Drama                                                                     | Matias Lira                                                           | Chile                                | Drama                               | Eusebio Arenas, Diego Ruiz, Isidora Urrejola, Jaime McManus, Eduardo Paxeco, Alejandro Goic                     | Inspirados por uma técnica de atuação, três estudantes de teatro começam a fazer experimentos com suas vidas                                                       |
| Drei                                                                      | Tom Tykwer                                                            | Alemanha                             | Comédia, Drama, Romance             | Sophie Rois, Sebastian Schipper, Devid Striesow, Angela Winkler                                                 | |
| Duk haan chau faan (得閒炒飯)                                             | Ann Hui                                                               | Hong Kong                            | Comédia, Romance                    | Sandra Ng, Vivian Chow, Cheung Siu-fai, William Chan, Joey Meng, Queenie Chu                                    | |
| Dunno Y... Na Jaane Kyun                                                  | Sanjay Sharma                                                         | Índia                                | Drama                               | Zeenat Aman, Kapil Sharma, Kabir Bedi, Hazel Crowney, Helen, Mahabanoo Mody-Kotwal                              | Primeiro beijo gay no cinema indiano |
| Elena Undone                                                              | Nicole Conn                                                           | EUA                                  | Drama                               | Necar Zadegan, Traci Dinwiddie, Gary Weeks, Sam Harris                                                          | A esposa de um pastor se apaixona por uma escritora abertamente lésbica                                                                                            |
| Elvis & Madona                                                            | Marcelo Laffitte                                                      | Brasil                               | Comédia                             | Simone Spoladore, Igor Cotrim, Maitê Proença, Buza Ferraz, José Wilker, Romeu Evaristo                          | |
| En el futuro                                                              | Mauro Andrizzi                                                        | Argentina                            | Experimental                        | Sergio Boris, Jazmin Antar, Cecilia Czornogas, Casandra da Cunha, Lorena Damonte, Carlos Defeo                  | [ 69 ] |
| Entre piernas                                                             | Bertha Gazga                                                          | México                               | Drama                               | Plutarco Haza, Elba Jiménez, Julián Gil, Rossana San Juan, Alejandra Toussaint                                  | Enquanto um homem faz terapia para acabar com sua ejaculação precoce, sua esposa se interessa por uma mulher                                                       |
| Every Day                                                                 | Richard Levine                                                        | EUA                                  | Comédia, Drama                      | Liev Schreiber, Helen Hunt, Carla Gugino, Ezra Miller, David Harbour, Eddie Izzard                              | |
| Fathers & Sons                                                            | Carl Bessai                                                           | Canadá                               | Comédia, Drama                      | Benjamin Ratner, Jay Brazeau, Stephen Lobo, Manoj Sood, Tyler Labine, Vincent Gale                              | Explora o relacionamento entre pais e filhos Uma continuação não-oficial do filme de Bessai, Mothers & Daughters, de 2008                                          |
| Faux                                                                      | Cressa Maeve Beer                                                     | EUA                                  | Drama                               | A.J. Sass, Jemar Rovie-Frenchwood, Nicole Kruex, Landyn Banx, Adena Brumer                                      | Após a morte de sua esposa em um acidente de carro, um colunista conhece um cineasta universitário gay                                                             |
| Les faux monnayeurs                                                       | Benoît Jacquot                                                        | França                               | Drama, Histórico                    | Melvil Poupaud, Patrick Mille, Jules-Angelo Bigarnet, Maxime Berger, Laurence Cordier, Sandrine Dumas           | trad. Os Moedeiros Falsos Baseado no romance Os Moedeiros Falsos de André Gide                                                                                     |
| Febbre da fieno                                                           | Laura Luchetti                                                        | Itália                               | Romance                             | Andrea Bosca, Diane Fleri, Giulia Michelini, Giuseppe Gandini, Cecilia Cinardi, Camilla Filippi                 | trad. Febre do Feno Um grupo de jovens rebeldes de Roma passam um verão cuidando de loja prestes a falir                                                           |
| La Fille de Montréal                                                      | Jeanne Crépeau                                                        | Canadá                               | Drama                               | Amélie Grenier, Réal Bossé, Marie-Hélène Montpetit, Jean Turcotte                                               | Uma cineasta lésbica está prestes a ser despejada do apartamento em que vive desde que era estudante por causa da gentrificação de seu bairro                      |
| The Final Girl                                                            | Todd Verow                                                            | EUA, França                          | Drama                               | Wendy Delorme, Brenda Velez, Judy Minx, Émilie Jouvet, Véronique Lindenberg                                     | Três garotas parisienses descobrem que suas vidas estão conectadas a uma misteriosa quarta mulher                                                                  |
| Finnemans                                                                 | Thomas Korthals Altes                                                 | Países Baixos                        | Drama                               | Jelmer Ouwerkerk, Remko Vrijdag, Susan Visser, Abbey Hoes, Bart Klever, Saskia Rinsma                           | Um adolescente descobrindo sua sexualidade descobre que seu pai é trans                                                                                            |
| Fishnet                                                                   | Brian Pelletier                                                       | EUA                                  | Comédia, Musical, Romance           | Rebekah Kochan, Jillian Easton, Sandy Balat, Janell Burgess, Michael Cohen, Melanie Devaney                     | Duas dançarinas burlescas testemunham um assassinato e acabam em uma pequena cidade texana ao fugir da máfia                                                       |
| Fit                                                                       | Rikki Beadle Blair                                                    | EUA                                  | Drama, Romance                      | Duncan MacInnes, Ludvig Bonin, Sasha Frost, Lydia Toumazou, Stephen Hoo, Jay Brown                              | Um olhar pelo romance gay e hétero entre milênicos |
| Flexing with Monty                                                        | John Albo                                                             | EUA                                  | Comédia, Drama, Terror              | Trevor Goddard, Rudi Davis, Sally Kirkland, Melinda Peterson, Susan Tyrrell, Gwen Van Dam                       | Um fisiculturista usa as ideias de seu irmão mais novo para comandar o departamento atlético da faculdade, mas a visita de uma mulher muda tudo                    |
| Flick's Chicks                                                            | James Adam Tucker                                                     | EUA                                  | Comédia, Romance                    | Evelyn Gaynor, Cara Castronuova, Lauren LoGiudice, Taylor Simone, Jackeline Olivier                             | Após se desapontar com os homens, uma mãe solteira planeja uma festa do pijama para encontrar uma parceira                                                         |
| Flight of the Cardinal                                                    | Robert Gaston                                                         | EUA                                  | Suspense, Drama                     | Ross Beschler, David J. Bonner, Claire Bowerman, Matthew Montgomery, Jeremy Marr Williams                       | [ 82 ] |
| Florent: Queen of the Meat Market                                         | David Sigal                                                           | EUA                                  | Documentário                        | Julianne Moore, Isaac Mizrahi, Michael Musto, Nora Burns, Robin Byrd, Darinka Chase                             | Sobre a Florent, lanchonete lendária de Nova Iorque |
| The Four-Faced Liar                                                       | Jacob Chase                                                           | EUA                                  | Comédia, Drama, Romance             | Marja-Lewis Ryan, Emily Peck, Todd Kubrak, Daniel Carlisle, Liz Osborn                                          | Um par de melhores amigas e um casal se encontram em um bar e formam laços profundos                                                                               |
| Freeing Bernie Baran                                                      | Daniel Alexander                                                      | EUA                                  | Documentário                        | Bernard Baran, Catherine Smitko, Harvey A. Silverglate, John G. Swomley, Debbie Nathan                          | Os esforços para libertar Bernard Baran, falsa e homofobicamente preso durante o pânico moral satânico entre os anos 80 e 90                                       |
| Friends and Lovers                                                        | Ron Pike                                                              | EUA                                  | Drama                               | Daniel Allen Kent, Allison White, Kenneth Sears, Irakli Tabidze, Nicholas Russell, Robert Anthony Peters        | Após ter um relacionamento frágil com uma garçonete, um homem se sente atraído por um mecânico hétero                                                              |
| Fritz Bauer - Tod auf Raten                                               | Ilona Ziok                                                            | Alemanha                             | Documentário                        | Manfred Amend, Horst Bingel, Carl-Friedrich Bringer, Thomas Harlan                                              | Sobre Fritz Bauer, promotor público judeu e gay instrumental na captura de Adolf Eichmann                                                                          |
| Fyra år till                                                              | Tova Magnusson-Norling                                                | Suécia                               | Comédia                             | Björn Kjellman, Eric Ericson, Tova Magnusson, André Wickström, Sten Ljunggren, Inger Hayman                     | Um político casado se apaixona por um homem que faz parte do partido que acabou de derrotá-lo nas eleições                                                         |
| Gaze                                                                      | Matt Riddlehoover                                                     | EUA                                  | Documentário                        | Derrick Barry, Ryan Basham, Jackie Beat, Rob Beyond, Lenora Claire, Rose Byrne                                  | Segue vinte artistas e seus meios de expressão |
| Gigola                                                                    | Laure Charpentier                                                     | França                               | Drama                               | Lou Doillon, Eduardo Noriega, Marie Kremer, Rossy de Palma, Ana Padrão                                          | Uma jovem explora o submundo lésbico da Paris dos anos 60 e se torna 'uma' gigolô para mulheres mais velhas                                                        |
| gODDESSES (We Believe We Were Born Perfect)                               | Sylvie Cachin                                                         | África do Sul                        | Documentário                        | Mamela Nyamza                                                                                                   | Mulheres modernas lutam contra a violência baseada em gênero e a heteronormatividade e revivendo um pacifismo pré-colonial                                         |
| Gu Nainai (姑奶奶)                                                        | Qiu Jiongjiong                                                        | China                                | Documentário                        | Fan Qihui, Madame Bi Langda                                                                                     | Uma série de entrevistas com uma cantora de cabaré trans |
| Habitación en Roma                                                        | Julio Medem                                                           | Espanha                              | Romance, Drama                      | Elena Anaya, Natasha Yarovenko, Enrico Lo Verso                                                                 | |
| Happy Few                                                                 | Antony Cordier                                                        | França                               | Drama, Romance                      | Marina Foïs, Élodie Bouchez, Roschdy Zem, Nicolas Duvauchelle, Alexia Stresi, Blanche Gardin                    | trad. Para Poucos Uma atração mútua leva dois casais a trocarem de parceiros                                                                                       |
| Hating Kapatid                                                            | Wenn V. Deramas                                                       | Filipinas                            | Comédia, Romance                    | Judy Ann Santos, Sarah Geronimo, Luis Manzano, Vice Ganda, JC de Vera                                           | [ 94 ] |
| Heels                                                                     | Ricky Reidling                                                        | EUA                                  | Comédia, Romance                    | Ricky Reidling, Albertossy Espinoza, Roxy Wood, Tim Garrett, Mark J. Freeman                                    | Após perder seu emprego, um homem começa a trabalhar como uma dançarina drag em um cabaré                                                                          |
| Himlen är oskyldigt blå                                                   | Hannes Holm                                                           | Suécia                               | Drama                               | Bill Skarsgård, Peter Dalle, Björn Kjellman, Josefin Ljungman, Amanda Ooms, Adam Pålsson                        | Nos anos 70, um adolescente pretende passar o verão trabalhando em um hotel, onde o gerente passa a levá-lo em seus negócios criminais                             |
| Homme au bain                                                             | Christophe Honoré                                                     | França                               | Drama                               | François Sagat, Chiara Mastroianni, Rabah Zahi, Omar Ben Sellam                                                 | |
| Hooters!                                                                  | Anna Margarita Albelo                                                 | EUA                                  | Documentário                        | Anna Margarita Albelo, V.S. Brodie, Butchie, Skyler Cooper, Samantha Cornwall, Cheryl Dunye                     | Explora a cultura lésbica através do filme The Owls de Cheryl Dunye do mesmo ano                                                                                   |
| Howl                                                                      | Rob Epstein, Jeffrey Friedman                                         | EUA                                  | Experimental                        | James Franco, Aaron Tveit, Jon Hamm, David Strathairn, Alessandro Nivola, Mary-Louise Parker                    | trad. Uivo Sobre o julgamento por obscenidade do poema Howl de Allen Ginsberg em 1957                                                                              |
| I am the Queen                                                            | Henrique Cirne-Lima, Josue Pellot                                     | EUA                                  | Documentário                        | Jolizza Colon, Bianca Feliciano, Julissa Ortiz-Rosado                                                           | Segue um concurso de beleza para mulheres trans de uma comunidade porto-riquenha                                                                                   |
| I.M. Caravaggio                                                           | Derek Stonebarger                                                     | EUA                                  | Drama                               | Ryan Eicher, Beverly Lynne, Fletcher Sharp, Alastair Bayardo, Damien Horton, Amanda Ouest                       | A ascensão e queda de um artista moderno que trabalha e vive como o pintor Caravaggio                                                                              |
| I'll Be There                                                             | Maryo J. de los Reyes                                                 | Filipinas                            | Drama                               | Gabby Concepcion, KC Concepcion, Jericho Rosales, Empress Schuck, Mickey Ferriols, Luz Valdez                   | Após a morte de sua mãe, uma mulher vai morar com o pai que a abandonou 15 anos antes para conseguir pagar suas dívidas                                            |
| Im Alter von Ellen                                                        | Pia Marais                                                            | Alemanha                             | Drama                               | Jeanne Balibar, Georg Friedrich, Stefan Stern, Julia Hummer, Alexander Scheer, Eva Löbau                        | A vida de uma aeromoça sai de controle quando ela deixa seu marido, se despede, e entra para um grupo de ativistas dos direitos dos animais                        |
| Insects in the Backyard (แมลงรักในสวนหลังบ้าน)                               | Tanwarin Sukkhapisit                                                  | Tailândia                            | Drama                               | Nonpavit Dansriboon, Suchada Rojmanothum, Tanwarin Sukkhapisit                                                  | Irmão e irmã são criados por sua irmã kathoey |
| Is It Just Me?                                                            | J.C Calciano                                                          | EUA                                  | Comédia, Romance                    | Nicholas Downs, Adam Huss, David Loren, Bruce Gray, Michelle Laurent, Bob Rumnock                               | trad. Sou Só Eu Um colunista gay socialmente ostracizado procura amor online                                                                                       |
| Is She or Isn't He?                                                       | Justin Pemberton                                                      | Nova Zelândia                        | Documentário                        | | Segue por 5 anos o processo de transição de gênero de uma mulher                                                                                                   |
| Jean-Michel Basquiat: The Radiant Child                                   | Tamra Davis                                                           | EUA                                  | Documentário                        | Jean-Michel Basquiat, Julian Schnabel, Bruno Bischofberger, Fab 5 Freddy, Becky Johnston, Michael Holman        | trad. Jean-Michel Basquiat: A Criança Radiante Uma homenagem ao falecido artista Jean-Michel Basquiat                                                              |
| Jiang shi xin zhan shi (殭屍新戰士)                                       | Dennis Law                                                            | Hong Kong                            | Ação, Suspense, Terror              | Chrissie Chau, Jiang Luxia, DaDa Lo, A Lin, Rachel Lam, Pinky Cheung                                            | Também conhecido como Vampire Warriors Segue a amizade entre uma caçadora de vampiros e uma família de vampiros vegetarianos                                       |
| Junjō (純情)                                                              | Satoshi Kaneda                                                        | Japão                                | Drama, Romance                      | Rakuto Tochihara, Takahashi Yuuta, Miki Isa, Hyota Fujiyama, Mitsuyoshi Shinoda                                 | Um jovem reencontra o garoto que ele gostava nos anos de escola, mas o ciúme pode acabar com o relacionamento deles                                                |
| Juste la fin du monde de Jean-Luc Lagarce                                 | Olivier Ducastel, Jacques Martineau                                   | França                               | Drama                               | Pierre Louis-Calixte, Catherine Ferran, Elsa Lepoivre, Julie Sicard, Laurent Stocker                            | Baseado no romance homônimo de Jean-Luc Lagarce, também adaptado em 2016                                                                                           |
| Kaboom                                                                    | Gregg Araki                                                           | EUA, França                          | Drama                               | Thomas Dekker, Haley Bennett, Juno Temple, Chris Zylka, James Duval, Kelly Lynch                                | |
| Kazoku konpurîto (家族コンプリート)                                       | Kôichi Imaizumi                                                       | Japão                                | Comédia, Ficção Científica          | Kôichi Imaizumi, Kiyomi Itō, Hotaru, Jinta Fujimaru, Takahiro Inoue, Ryôsuke Kanba                              | Um vírus altamente contagioso faz com que uma família inteira fique sexualmente atraída pelo jovem avô                                                             |
| The Kids Are All Right                                                    | Lisa Cholodenko                                                       | EUA                                  | Drama                               | Julianne Moore, Annette Bening, Mark Ruffalo, Mia Wasikowska, Josh Hutcherson                                   | Um dos primeiros filmes comerciais americanos a mostrar um casal do mesmo sexo com filhos                                                                          |
| Kill the Habit                                                            | Laura Neri                                                            | EUA                                  | Comédia                             | Lili Mirojnick, Katerina Moutsatsou, Maria-Elena Laas, Joe Lia, Cayce Clayton, Nadège Traoré                    | Uma mulher acidentalmente mata seu traficante e pede a ajuda de duas amigas para se livrar do corpo                                                                |
| Klovn - the movie                                                         | Mikkel Nørgaard                                                       | Dinamarca                            | Comédia                             | Casper Christensen, Frank Hvam, Iben Hjejle, Mia Lyhne, Marcuz Jess Petersen, Lars Hjortshøj                    | Baseado na série de TV homônima de 2005 |
| L.A. Zombie                                                               | Bruce LaBruce                                                         | EUA, Alemanha                        | Terror, Erótico                     | François Sagat, Matthew Rush, Erik Rhodes, Francesco D'Macho, Wolf Hudson, Adam Killian                         | |
| Lagpas: Ikaw, ano'ng trip mo?                                             | Gerardo Calagui                                                       | Filipinas                            | Drama                               | Dennis Torres, Rob da Silva, Dustin Jose, Miko Laurel, Joemhel Montero, Lawrence Manalo                         | [ 113 ] |
| Lang & Gelukkig                                                           | Pieter Kramer                                                         | Países Baixos                        | Comédia, Fantasia                   | Arjan Ederveen, Jack Wouterse, Alex Klaasen, Gijs Naber, Rogier Philipoom, Hans Leendertse                      | Uma coleção de contos de fadas clássicos ajustados para os tempos modernos                                                                                         |
| Laruang Lalake                                                            | Joselito Altarejos                                                    | Filipinas                            | Drama                               | Arjay Carreon, Mon Confiado, Mark Fabillar, Marco Morales, Richard Quan, Lex Bonife                             | Segue um grupo de homens que trabalham na indústria pornográfica gay                                                                                               |
| Leading Ladies                                                            | Daniel Beahm, Erika Randall Beahm                                     | EUA                                  | Drama                               | Benji Schwimmer, Melanie LaPatin, Laurel Vail, Shannon Lea Smith, Nicole Dionne                                 | Em uma família de dançarinas competitivas, Uma mãe excessivamente zelosa descobre que uma filha está grávida e a outra é lésbica                                   |
| Lengua materna                                                            | Liliana Paolinelli                                                    | Argentina                            | Comédia                             | Nancy Anka, Claudia Cantero, Virginia Innocenti, Ana Katz, Claudia Lapacó                                       | Uma idosa descobre por acaso que a sua filha de meia-idade é lésbica                                                                                               |
| Lesbian Factory                                                           | Susan Chen                                                            | Taiwan                               | Documentário                        | | Em 2004, um grupo de trabalhadoras filipinas protestam ao não receberem seus salários, e surge romance entre a greve                                               |
| A Little Less Something                                                   | Siddhanth Sundar                                                      | Índia                                | Drama                               | Sanjeev Nair, Arvind Balakrishnan, Naveen Kumar, Asha Umesh                                                     | A história de amor entre dois homens em Bangalor |
| Little Sparrows                                                           | Yu-Hsiu Camille Chen                                                  | Austrália                            | Drama                               | Nicola Bartlett, James Hagan, Nina Deasley, Arielle Gray, Scott Jackson, Nick Candy                             | Segue três irmãs; uma viúva com dois filhos pequenos, uma aspirante a atriz em um casamento frio , e uma estudante de medicina no armário                          |
| Lost Everything                                                           | Kim St. Leon                                                          | EUA                                  | Drama                               | Mark Whittington, Kyle Lupo, Avery Sommers, Angie Radosh, Leif Holt, Terry Hardcastle                           | Um ator gay no armário começa um caso com um bartender quando seu agente arranja uma namorada postiça para ele                                                     |
| Lost in the Crowd                                                         | Susi Graf                                                             | EUA                                  | Documentário                        | Kimy Hartman, Jazmine Perez, Alex Rios, Adrian Tolberg                                                          | Sobre um programa que ajuda a juventuda trans sem-teto de Nova Iorque                                                                                              |
| Love Etc.                                                                 | Jill Andresevic                                                       | EUA                                  | Documentário                        | | Cinco histórias de amor da região metropolitana de Nova Iorque |
| Madame X                                                                  | Lucky Kuswandi                                                        | Indonésia                            | Ação, Comédia                       | Amink, Marcell Siahaan, Titi DJ, Sarah Sechan, Joko Anwar, Vincent Rompies                                      | Quando uma cidade no meio do nada é ameaçada por um grupo militante homofóbico, a vida de um cantor depende de uma drag queen cabeleireira agente secreta          |
| Malice in Wonderland: The Dolls Movie                                     | Russell Maynor                                                        | EUA                                  | Comédia, Fantasia                   | Ken Ansloan, A.J. Carian, Lady Fabiella DeLa O'My Goch, Flynnt Black, Garrick Garcia                            | Uma paródia de Alice no País das Maravilhas protagonizada por uma trupe drag de Albuquerque                                                                        |
| Mamarazzi                                                                 | Joel Lamangan                                                         | Filipinas                            | Comédia                             | Eugene Domingo, Carla Abellana, Diether Ocampo, John Lapus, Andi Eigenmann, AJ Perez                            | Uma mulher, seus três filhos, e seu amigo gay procuram pelo namorado deste último, que também foi o doador de esperma dela                                         |
| A Man's Story                                                             | Varon Bonicos                                                         | Reino Unido                          | Documentário                        | Ozwald Boateng, Giorgio Armani, Michael Bay, Paul Bettany, Richard Branson, Gabriel Byrne                       | trad. Ozwald Boateng, a história de um estilista Sobre o estilista britânico Ozwald Boateng                                                                        |
| Marathon                                                                  | Biju Viswanath                                                        | EUA                                  | Drama, Biográfico                   | Bristol Pomeroy, Alec Dana, Beth Campbell, Donna Del Bueno, Giovanni Capitello, Beverly Robinson                | Explora o relacionamento entre os poetas Richard Harteis e William Meredith                                                                                        |
| Maria-sama ga miteru (マリア様がみてる)                                   | Kotaro Terauchi                                                       | Japão                                | Drama, Comédia, Romance             | Haru, Honoka Yahagi, Kaoru Hirata, Karen Takizawa, Nana Akiyama, Rikako Sakata                                  | Baseado na série de mangá homônima |
| A Marine Story                                                            | Ned Farr                                                              | EUA                                  | Drama                               | Dreya Weber, Paris P. Pickard, Christine Mourad, Anthony Michael Jones, Jason Williams                          | Sobre a política Don't ask, don't tell das forças armadas do Estados Unidos                                                                                        |
| Maskeblomstfamilien                                                       | Petter Næss                                                           | Noruega                              | Drama                               | Marcus Mathias Aarnseth, Andrea Pharo Ronde, Maria Bonnevie, Eindride Eidsvold, Kjersti Holmen                  | Nos anos 60, um jovem descobre que é intersexo |
| Mein Leben im Off                                                         | Oliver Haffner                                                        | Alemanha                             | Drama                               | Thomas Schmauser, Katharina M. Schubert, Rainer Furch, Eva Löbau, Sophie Basse, Matthias Bundschuh              | Um aspirante a escritor sonha com a fama enquanto seu namorado sonha com um filho. Tudo muda quando o primeiro fica fascinado com uma grávida                      |
| As Melhores Coisas do Mundo                                               | Laís Bodansky                                                         | Brasil                               | Comédia, Drama                      | Caio Blat, Paulo Vilhena, Denise Fraga, Zé Carlos Machado, Gustavo Machado, Fiuk                                | |
| Memories In March                                                         | Sanjoy Nag                                                            | Índia                                | Drama                               | Deepti Naval, Raima Sen, Rituparno Ghosh, Rajat Ganguly, Suchita Roy Chaudhury, Ekavali Khanna                  | Uma mãe descobre que seu filho recém falecido tinha uma vida secreta                                                                                               |
| Mesa sto dasos (Μέσα στο Δάσος)                                           | Angelos Frantzis                                                      | Grécia                               | Drama, Mistério, Romance            | Katia Goulioni, Iakovos Kamhis, Nathan Pissoort                                                                 | trad. No Bosque Um conto de fadas punk |
| Mind Fuck                                                                 | Eran Koblik Kedar, Ricardo Rojstaczer                                 | Israel                               | Drama                               | Ella Gabriel, Naamit Mor Haim, Eran Koblik Kedar                                                                | Um homem que cresceu em uma família ortodoxa quer fazer um filme pornô                                                                                             |
| Mine vaganti                                                              | Ferzan Özpetek                                                        | Itália                               | Comédia                             | Riccardo Scamarcio, Alessandro Preziosi, Nicole Grimaudo, Lunetta Savino, Ennio Fantastichini                   | Um homem quer usar a reunião de família para sair do armário, mas seu irmão faz o mesmo antes e o ofusca                                                           |
| Miss Tacuarembó                                                           | Martín Sastre                                                         | Uruguai, Argentina, Espanha          | Musical, Drama, Comédia             | Natalia Oreiro, Mirella Pascual, Mike Amigorena, Diego Reinhold, Rossy de Palma, Alejandro Tous                 | [ 136 ] |
| Mississippi Queen                                                         | Paige Williams                                                        | EUA                                  | Documentário                        | Paige Williams, Judy Williams, Jerry Williams, Wendy Leger                                                      | Examina a cultura gay sulista e o movimento ex-gay |
| Miwa, à la recherche du lézard noir                                       | Pascal-Alex Vincent                                                   | França                               | Documentário                        | Akihiro Miwa, Kinji Fukasaku, Takeshi Kitano, Hayao Miyazaki, Tadanori Yokoo                                    | Sobre o artista andrógeno e pioneiro do ativismo gay japonês Akihiro Miwa                                                                                          |
| Mountains That Take Wing: Angela Davis & Yuri Kochiyama                   | C.A. Griffith, H.L.T. Quan                                            | EUA                                  | Documentário                        | Yuri Kochiyama, Angela Davis                                                                                    | Uma conversa entre as ativistas Yuri Kochiyama e Angela Davis |
| The Mulberry Tree                                                         | Mark Heller                                                           | EUA                                  | Drama                               | Louis Crugnali, Daniella Alonso, Wayne Duvall, John Fiore, Bates Wilder                                         | O relacionamento entre um jovem trabalhando em uma prisão de Rhode Island e um assassino que está morrendo de AIDS                                                 |
| Muli                                                                      | Adolfo Alix Jr.                                                       | Filipinas                            | Drama, Romance                      | Cogie Domingo, Sid Lucero, Maxine Eigenmann, Rocky Salumbides, Marco Alcaraz                                    | Um ex-seminarista comunista dono de um hotel se apaixona por um jovem advogado                                                                                     |
| My Mama Said Yo Mama's a Dyke                                             | Coquie Hughes                                                         | EUA                                  | Comédia                             | Izerrick Aighbokhan, Marisa Baldwin-Woodhouse, Alicia Beal, Jalen Beal, Jamie Black, Chris Chapman              | Mocumentário onde um grupo de adolescentes ficam irritados com suas mães lésbicas e as enviam para um acampamento de conversão sexual                              |
| Natarang                                                                  | Ravi Jadhav                                                           | Índia                                | Drama, Musical                      | Priya Arun, Vibhawari Deshpande, Kishore Kadam, Atul Kulkarni, Sonalee Kulkarni,                                | [ 143 ] |
| Natural Woman 2010 (ナチュラル・ウーマン２０１０)                         | Seiichi Nomura                                                        | Japão                                | Drama, Romance                      | Erena, Ayumi Kinoshita, Riki Miura, Yukari Shiomi, Rie Tsuneyoshi, Maria Yoshikawa                              | Anos após terminar um relacionamento intenso, uma mulher reencontra sua ex logo quando finalmente se interessa por outra                                           |
| Naufragio                                                                 | Pedro Aguilera                                                        | Espanha, Alemanha                    | Fantasia, Drama, Mistério           | Solo Turé, Kandido Uranga, Iñake Irastorza, Alex Merino                                                         | Um homem africano naufraga na costa espanhola e precisa sobreviver                                                                                                 |
| New York Memories                                                         | Rosa von Praunheim                                                    | Alemanha                             | Documentário                        | Michael Bloomberg, Judith Malina, Klaus Pohl, Lucie Pohl                                                        | O diretor retorna a Nova Iorque e lembra seus selvagens anos 70 |
| Nights in the Gardens of Spain                                            | Katie Wolfe                                                           | Nova Zelândia                        | Drama                               | Calvin Tuteao, Nathalie Boltt, George Henare, Vicky Haughton, Dean O'Gorman, Pana Hema-Taylor                   | Também conhecido como Kawa, um homem maori casado de 40 anos precisa confrontar sua sexualidade                                                                    |
| Nude Study                                                                | Stefan Popescu                                                        | Canadá, Austrália                    | Drama, Romance                      | Emily J. Stewart, Victoria Moss, Kathryn Foran, Jackie Alixander                                                | No Canadá ártico, uma jovem cineasta conhece uma misteriosa garota local                                                                                           |
| On Holiday                                                                | Brian McGuire                                                         | EUA                                  | Comédia                             | John Hawkes, Whitmer Thomas, Jennifer June, Ross Tipper Newton, Jason Bogart, Alex Holdridge                    | Um jovem se muda para Los Angeles com a namorada e entra em um mundo caótico ao longo de 3 anos e 6 festas                                                         |
| Open                                                                      | Jake Yuzna                                                            | EUA                                  | Drama, Romance                      | Gaea Gaddy, Tempest Crane, Morty Diamond, Daniel Luedtke                                                        | Centrado em e estrelado por pessoas trans e intersexo |
| Oranges and Sunshine                                                      | Jim Loach                                                             | Reino Unido, Austrália               | Drama                               | Emily Watson, Aisling Loftus, Hugo Weaving, Lorraine Ashbourne, David Wenham, Tara Morice                       | Uma assistente social acredita que o governo britânico está enviou órfãos e crianças desnaturadas para a Austrália nos anos 70                                     |
| Orchids, My Intersex Adventure                                            | Phoebe Hart                                                           | Austrália                            | Documentário                        | Phoebe Hart, Bonnie Hart, James Davidson, Dennis Hart, Marie Hart                                               | Uma autobiografia da diretora, segue sua jornada para entender sua identidade intersexo e possui entrevistas com outros indivíduos intersexo                       |
| Órói                                                                      | Baldvin Zophoníasson                                                  | Islândia                             | Drama                               | Atli Oskar Fjalarsson, Ilva Holmes, Gísli Örn Garðarsson, Birna Rún Eiríksdóttir, Lilja Guðrún Þorvaldsdóttir   | trad. Nervos à Flor da Pele Um garoto experiência seu primeiro beijo com um colega                                                                                 |
| Other Nature                                                              | Nani Sahra Walker                                                     | EUA                                  | Documentário                        | Bhumika Shrestha                                                                                                | Identidade trans, casamento igualitário, e direitos iguais no Nepal através dos olhos de prostitutas, recém-casados, cadetes dispensados                           |
| Out of Annapolis                                                          | Steve Clark Hall                                                      | EUA                                  | Documentário                        | Linda Postenrieder, Joe Soto, Franklin McNeil, Robin Bolster, Lou Adissi, Heather Davies                        | Explora as vidas de graduandos LGBT da Academia Naval dos Estados Unidos                                                                                           |
| The Owls                                                                  | Cheryl Dunye                                                          | EUA                                  | Crime, Drama, Mistério              | Guinevere Turner, Deak Evgenikos, V.S. Brodie, Lisa Gornick, Cheryl Dunye, Skyler Cooper                        | Quatro lésbicas mais velhas matam uma mais jovem acidentalmente |
| Paname                                                                    | Alessandro Avellis                                                    | França                               | Drama                               | Nicolas Villena, Clémence Beauxis, Tom Hénin, Marie Casterez, Gisèle Bosc, Camillo Torres                       | Segue três jovens amantes em uma Paris angustiante e exótica |
| Pankh (पंख)                                                                | Sudipto Chattopadhyay                                                 | Índia                                | Drama                               | Bipasha Basu, Sanjeeda Sheikh, Mahesh Manjrekar, Ronit Roy, Lillete Dubey                                       | Um homem que cresceu fazendo papéis femininos em filmes tentam construir uma nova carreira                                                                         |
| Pão Negro                                                                 | Agustí Villaronga                                                     | Espanha                              | Drama, Histórico                    | Francesc Colomer, Marina Comas, Nora Navas, Roger Casamajor, Laia Marull, Sergi López                           | [ 159 ] |
| Pájaros de papel                                                          | Emilio Aragón                                                         | Espanha                              | Drama, Histórico                    | Imanol Arias, Lluís Homar, Roger Príncep, Carmen Machi, Fernando Cayo, Diego Martín                             | Pouco depois da Guerra Civil Espanhola, um músico, um ventríloquo, uma cantora, e um menino formam uma curiosa família                                             |
| Les petits mouchoirs                                                      | Guillaume Canet                                                       | França                               | Comédia, Drama                      | François Cluzet, Marion Cotillard, Benoît Magimel, Gilles Lellouche, Jean Dujardin, Laurent Lafitte             | trad. Até a Eternidade Mesmo depois de um evento traumático, amigos mantêm as férias anuais e vão para a praia, onde suas relações são testadas                    |
| Periods of Rain                                                           | J. Christopher Blackwell, Jason Blackwell                             | EUA                                  | Drama                               | Raymond Jacquet, Erika Alice, Justin Landry, Brandon Galatz, Joanna Jacobs, Mark Walsh                          | Seis amigos de faculdade navegam problemas relacionados à identidade de gênero, alcoolismo, abuso sexual, relacionamentos interraciais e inter-fé, e classe social |
| Petrang kabayo                                                            | Wenn V. Deramas                                                       | Filipinas                            | Comédia, Fantasia                   | Vice Ganda, Luis Manzano, Candy Pangilinan, Gloria Romero, Eugene Domingo, John Arcilla                         | [ 163 ] |
| Picco                                                                     | Philip Koch                                                           | Alemanha                             | Crime, Drama, Terror                | Constantin von Jascheroff, Joel Basman, Frederick Lau, Martin Kiefer, Aram Arami                                | Um jovem tem que dividir uma cela com três outros garotos em uma violenta prisão juvenil                                                                           |
| Piedras                                                                   | Matías Marmorato                                                      | Argentina                            | Drama, Romance                      | Adela Gleijer, Lucas Lagré, Sofía Gala Castiglione, Luciano Ricio, Javier van de Couter, Matías Marmorato       | Um jovem e seu amigo vão à uma festa onde os dois conhecem homens que serão importantes em suas vidas                                                              |
| Pooltime                                                                  | Mike Donahue                                                          | EUA                                  | Comédia, Romance                    | Jeffrey Patrick Olson, Mark C. Hanson, Junes Zahdi, Marcus Harwell, Glozell Green, Inge Jaklyn                  | Um homem gay de 40 anos convida seus amigos para uma festa na piscina                                                                                              |
| Privileged                                                                | Jonah Salander                                                        | EUA                                  | Drama                               | Adam Butcher, Nikki Reed, Julian Morris, Sterling Knight, Tatyana Ali                                           | Um adolescente no armário tenta destruir o relacionamento do garoto que gosta                                                                                      |
| Projekt dziecko, czyli ojciec potrzebny od zaraz                          | Adam Dobrzycki                                                        | Polônia                              | Comédia                             | Zbigniew Zamachowski, Dominika Ostałowska, Tomasz Karolak, Ewa Ziętek, Marcin Sztabiński                        | Um casal hétero procura o doador de esperma perfeito para poderem começar uma família                                                                              |
| Quelques jours de répit                                                   | Amor Hakkar                                                           | França                               | Drama                               | Marina Vlady, Amor Hakkar, Samir Guesmi, Shimon Ben Lulu, Yves Grenard, Stéphanie Saliège                       | Um encontro entre dois homossexuais iranianos fugindo clandestinamente de seu país e uma mulher solitária                                                          |
| Reincarnate (จุติ)                                                          | Thunska Pansittivorakul                                               | Tailândia                            | Drama                               | Tharapong Buasai, Ratikorn Jaruswutthiwong, Lhong, Thunska Pansittivorakul, Saifah Tanthana, Panuwat Wisessiri  | [ 170 ] |
| Release                                                                   | Darren Flaxstone, Christian Martin                                    | EUA                                  | Drama                               | Daniel Brocklebank, Wayne Virgo, Garry Summers, Bernie Hodges                                                   | Um padre preso se apaixona por um dos guardas da prisão enquanto os outros presidiários acham que ele é um pedófilo                                                |
| Riot Acts: Flaunting Gender Deviance in Music Performance                 | Madsen Minax                                                          | EUA                                  | Documentário                        | Travis Clough, Radford Bishop, Kristen Anchor                                                                   | Sobre músicos trans e não conformistas de gênero |
| The Road to Coronation Street                                             | Charles Sturridge                                                     | Reino Unido                          | Drama                               | David Dawson, Jessie Wallace, Celia Imrie, Jane Horrocks, Shaun Dooley, Lynda Baron                             | A história da criação de Coronation Street, a novela de televisão mais antiga do Reino Unido                                                                       |
| Road to Pride                                                             | Lesedi Mogoathle, Inger Smith                                         | África do Sul                        | Documentário                        | | Mostra a vida de lésbicas na África do Sul após a ratificação de uma constituição mais progressista                                                                |
| Rock Hudson: Dark and Handsome Stranger                                   | André Schäfer, Andrew Davies                                          | Áustria, Finlândia, França, Alemanha | Documentário                        | Rock Hudson, Salome Jens, Richard Anderson, Richard Dyer, Armistead Maupin, Leonard B. Stern                    | Investiga a vida profissional e privada do ator Rock Hudson |
| Role/play                                                                 | Rob Williams                                                          | EUA                                  | Drama                               | Steve Callahan, Matthew Montgomery, David Pevsner, Brian Nolan, Matthew Stephen Herrick                         | Um ator de novela cuja sexualidade foi exposta conhece um ativista gay recém divorciado                                                                            |
| Rosa Morena                                                               | Carlos Augusto de Oliveira                                            | Dinamarca, Brasil                    | Drama                               | Anders W. Berthelsen, Barbara Garcia, David Dencik, Vivianne Pasmanter, Pablo Rodrigues, Georgina Castro        | Um dinamarquês gay vai ao Brasil para tentar adotar uma criança e conhece uma mulher grávida que aceita trocar o bebê por dinheiro                                 |
| Das rote Zimmer                                                           | Rudolf Thome                                                          | Alemanha                             | Comédia, Drama                      | Katharina Lorenz, Seyneb Saleh, Peter Knaack, Hanns Zischler, Anja Karmanski                                    | [ 178 ] |
| The Runaways                                                              | Floria Sigismondi                                                     | EUA                                  | Drama                               | Dakota Fanning, Kristen Stewart, Michael Shannon                                                                | Baseao no livro Neon Angel: A Memoir of a Runaway de Cherie Currie, que era a vocalista do grupo de rock homônimo                                                  |
| Santuaryo                                                                 | Monti Parungao                                                        | Filipinas                            | Drama                               | Jun Jun Quintana, Ardie Bascara, Justine Dizon, Nicos Bacani, A.J. Ona, Ralph Darell Mateo                      | Um jovem, seu amante, e um grupo de homens procuram por um tesouro escondido                                                                                       |
| Sasha                                                                     | Dennis Todorovic                                                      | Alemanha                             | Comédia, Crime                      | Sasa Kekez, Predrag Bjelac, Ljubisa Gruicic, Zeljka Preksavec, Gosia Konieczna, Tim Bergmann                    | Um adolescente prodígio gay com uma namorada postiça é apaixonado por seu professor de piano                                                                       |
| Scott Pilgrim Contra o Mundo                                              | Edgar Wright                                                          | EUA, Reino Unido, Japão, Canadá      | Comédia, Fantasia                   | Michael Cera, Mary Elizabeth Winstead, Kieran Culkin, Chris Evans, Anna Kendrick                                | |
| Sebastians Verden                                                         | Knut Møller-Lien                                                      | Noruega                              | Ação, Drama                         | Andreas Wilson, Christian Strand, Charles Wojnicki, Champ, Jerwin Belaro                                        | [ 181 ] |
| The Secret Diaries of Miss Anne Lister                                    | James Kent                                                            | Reino Unido                          | Biográfico, Drama, Romance          | Maxine Peake, Anna Madeley, Susan Lynch, Christine Bottomley, Gemma Jones, Alan David                           | Baseado nos contos do diário de Anne Lister |
| Seeing Heaven                                                             | Ian Powell                                                            | Reino Unido                          | Drama, Fantasia                     | Alexander Bracq, Denton Lethe, Thomas Thoroe, Maximo Salvo, Anthony Styles, Gunnar Hojem                        | Um jovem garoto de programa procura seu irmão desaparecido e é constantemente perturbado por visões                                                                |
| The Seminarian                                                            | Joshua Lim                                                            | EUA                                  | Drama, Romance                      | Mark Cirillo, Linda J. Carter, Philip Willcox, Alex Matute, Javier Montoya, Matthew Hannon                      | Um seminarista gay no armário entra em um relacionamento conturbado que o leva a questionar sua religião                                                           |
| Sex express coffee                                                        | Óscar González Iñiguez                                                | México                               | Suspense                            | Ricardo Bonno, Fernando Consagra, Diego de Erice, Maria de la Fuente, Plutarco Haza, Mateo Lynch                | Um detetive caça um predador sexual de internet soropositivo que atrai jovens para encontros enquanto resolve o assassinato de um homem mutilado                   |
| Shahada                                                                   | Burhan Qurbani                                                        | Alemanha                             | Drama                               | Maryam Zaree, Jeremias Acheampong, Carlo Ljubek, Marija Škaričić, Sergej Moya, Anne Ratte-Polle                 | Segue os problemas de três jovens dentro e fora da comunidade muçulmana de Berlim                                                                                  |
| Shut Up and Kiss Me                                                       | Devin Hamilton                                                        | EUA                                  | Romance, Comédia                    | Ronnie Kerr, Scott Gabelein, Kindall Kolins, Joey Russo, Nate Scholz, David Shae                                | O romance entre dois homens que tem ideias diferentes sobre o que um relacionamento deve ser                                                                       |
| Somos lo que hay                                                          | Jorge Michel Grau                                                     | México                               | Terror                              | Paulina Gaitán, Francisco Barreiro, Alan Chávez, Carmen Beato, Adrián Aguirre, Miriam Balderas                  | trad. Somos o que Somos Após a morte de seu pai, um jovem tem que assumir o papel de patriarca de sua família canibal                                              |
| The Sons of Tennessee Williams                                            | Tim Wolff                                                             | EUA                                  | Documentário                        | | Segue o movimento LGBT em Nova Orleans desde os anos 50, com celebrações do Mardi Gras e bailes drag                                                               |
| Spork                                                                     | J.B. Ghuman Jr.                                                       | EUA                                  | Drama, Comédia                      | Savannah Stehlin, Sydney Park, Rachel G. Fox, Michael William Arnold, Lili Sepe                                 | Uma adolescente intersexo tenta navegar pela vida escolar |
| Stonewall Uprising                                                        | Kate Davis, David Heilbroner                                          | EUA                                  | Documentário                        | | trad. A Revolta de Stonewall Examina a Rebelião de Stonewall e os eventos que levaram a ela                                                                        |
| Straight & Butch                                                          | Butch Cordora                                                         | EUA                                  | Documentário                        | Butch Cordora, Tony Ward, Gervase Peterson, Rocky Ciarrocchi                                                    | Um apresentador de TV gay procura homens héteros para posarem com ele em um calendário nu                                                                          |
| The Stranger in Us                                                        | Scott Boswell                                                         | EUA                                  | Drama                               | Raphael Barker, Adam David, Scott Cox                                                                           | Um recém-chegado em São Francisco tenta lidar com um ex-amante abusivo e faz amizade com um garoto de programa                                                     |
| Strapped                                                                  | Joseph Graham                                                         | EUA                                  | Drama                               | Ben Bonenfant, Nick Frangione, Raphael Barker, Artem Mishin, Michael Carlisi, Paul Gerrior                      | Um garoto de programa aprende sobre a vida através de uma odisseia de sexo num grande edifício residencial                                                         |
| Struggle                                                                  | Bruce Locke                                                           | Canadá                               | Drama                               | Jamie Potts, Matt Sims, Terri Stevens, Arthur Vilner                                                            | Um jovem gay chega em Toronto à procura de uma nova vida e acaba se aproximando de um grupo de garotos de programa                                                 |
| Swishbucklers                                                             | Yule Caise                                                            | EUA                                  | Comédia                             | Francois Petit, Billy Francesca, Luke LaFontaine, Maurice Nero, David Ortiz, Jemuel Morris                      | Três artistas marciais machões se juntam a uma produção teatral gay de Os Três Mosqueteiros para salvar seu dojo                                                   |
| Sykt lykkelig                                                             | Anne Sewitsky                                                         | Noruega                              | Comédia, Drama                      | Agnes Kittelsen, Maibritt Saerens, Henrik Rafaelsen, Joachim Rafaelsen, Oskar Hernæs Brandsø                    | |
| Tai hong                                                                  | Poj Arnon, Chatchai Katenut, Tanwarin Sukkhapisit, Manussa Vorasingha | Tailândia                            | Terror, Suspense                    | Mai Charoenpura, Akara Amarttayakul, Supakson Chaimongkol, TAE, Uttaporn Teemakorn, Wiradit Srimalai            | Quatro histórias de pessoas aterrorizadas por diferentes fantasmas que tiveram mortes violentas                                                                    |
| Takumi-kun Series: Bibou no diteiru (タクミくんシリーズ 美貌のディテイル) | Takeshi Yokoi                                                         | Japão                                | Drama, Romance                      | Hamao Kyosuke, Watanabe Daisuke, Takiguchi Yukihiro, Ryouma Baba, Kawasumi Bishin, Akaba Mio                    | Terceiro filme da franquia Takumi-kun |
| Takumi-kun Series: Pure (タクミくんシリーズ Ｐｕｒｅ ～ピュア～)          | Takeshi Yokoi                                                         | Japão                                | Drama, Romance                      | Ryouma Baba, Naito Taiki, Mitsuya Ryo, Yutaka Kobayashi, Hamao Kyosuke, Watanabe Daisuke                        | Quarto filme da franquia Takumi-kun |
| Tanzträume                                                                | Anne Linsel, Rainer Hoffmann                                          | Alemanha                             | Documentário                        | Pina Bausch, Jo-Ann Endicott, Bénédicte Billiet                                                                 | trad. Sonhos em Movimento Pouco antes de sua morte, a coreógrafa Pina Bausch seleciona 40 adolescentes para fazer parte de seu espetáculo                          |
| The Taqwacores                                                            | Eyad Zahra                                                            | EUA                                  | Drama                               | Noureen DeWulf, Jim Dickson, Volkan Eryaman, Denise George, Bobby Naderi, Dominic Rains                         | Sobre um grupo de amigos muçulmanos punks |
| Tensión sexual no resuelta                                                | Miguel Ángel Lamata                                                   | Espanha                              | Comédia, Romance                    | Pilar Rubio, Miguel Ángel Muñoz, Norma Ruíz, Amaia Salamanca, Fele Martínez, Adam Jezierski                     | Um professor de faculdade pede ajuda a uma aluna para reconquistar sua ex-namorada                                                                                 |
| Teslimiyet                                                                | Emre Yalgın                                                           | Turquia                              | Drama                               | Kanbolat Görkem Aslan, Özay Fecht, Ayta Sözeri, Buse Kılıçkaya, Seyhan Arman, Zeynep özcan                      | trad. Outros Anjos Uma garota trabalhadora divide o apartamento com três mulheres trans                                                                            |
| This Movie Is Broken                                                      | Bruce McDonald                                                        | Canadá                               | Drama, Romance                      | Greg Calderone, Georgina Reilly, Lyndie Greenwood, Kjartan Hewitt, Mayko Nguyen                                 | Um homem leva a mulher que ele gosta ao show da banda favorita deles um dia antes de ela ir estudar na França                                                      |
| Ticked-Off Trannies with Knives                                           | Israel Luna                                                           | EUA                                  | Ação, Comédia, Suspense             | Krystal Summers, Kelexis Davenport, Willam Belli, Erica Andrews, Jenna Skyy, Tom Zembrod                        | [ 204 ] |
| Tierra Madre                                                              | Dylan Verrechia                                                       | México                               | Drama                               | Aidee Gonzalez, Rosalba Valenzuela, Yesenia Espinoza, Raul Rodriguez Rodriguez, Patricia Barba                  | A história verdadeira de uma mulher determinada a criar seus filhos com sua parceira perto da fronteira mexicana                                                   |
| Toast                                                                     | S.J. Clarkson                                                         | Reino Unido                          | Drama, Comédia                      | Freddie Highmore, Ken Stott, Victoria Hamilton, Oscar Kennedy, Helena Bonham Carter                             | |
| Todo lo que tú quieras                                                    | Achero Mañas                                                          | Espanha                              | Drama                               | Juan Diego Botto, Lucía Fernández, José Luis Gómez, Najwa Nimri                                                 | Um homem passa a se travestir após a morte da esposa para acalmar sua filha pequena                                                                                |
| Too Much Pussy! Feminist Sluts, a Queer X Show                            | Émilie Jouvet                                                         | França, Alemanha                     | Documentário                        | Wendy Delorme, Ena Lind, Sadie Lune, Judy Minx, Madison Young                                                   | 7 moças artistas viajam de ônibus por toda a Europa para criar um manifesto teatral sobre feminismo, sexo, arte, e educação                                        |
| Trigger                                                                   | Bruce McDonald                                                        | Canadá                               | Drama                               | Molly Parker, Tracy Wright, Don McKellar, Daniel MacIvor, Sarah Polley, Callum Keith Rennie                     | Dez anos após terminarem sua parceria musical, duas roqueiras se reencontram em uma noite                                                                          |
| Twelve Thirty                                                             | Jeff Lipsky                                                           | EUA                                  | Drama                               | Barbara Barrie, Fred Berman, Reed Birney, Halley Feiffer, Jonathan Groff, Mamie Gummer                          | A rotina confortável mas disfuncional de uma mulher e suas filhas é abalada pela chegada de jovem                                                                  |
| Ultrasuede: In Search of Halston                                          | Whitney Smith                                                         | EUA                                  | Documentário                        | Halston, Billy Joel, Pat Cleveland, Anjelica Huston, Bob Colacello                                              | Sobre o designer de moda americano Halston |
| Uncle David                                                               | David Hoyle, Gary Reich, Mike Nichols                                 | Reino Unido                          | Suspense, Comédia, Terror           | David Hoyle, Ashley Ryder                                                                                       | O relacionamento perturbador entre um jovem e seu tio |
| Unsolved Suburbia                                                         | Steven Vasquez                                                        | EUA                                  | Crime, Drama                        | Johnny Lockhart, Aleksandr Dissan, Steven Christopher, Georgia Visser                                           | Um homem bissexual, seu amigo hétero, e seu amigo gay tentam descobrir o responsável pela morte do namorado do último                                              |
| Violet Tendencies                                                         | Casper Andreas                                                        | EUA                                  | Comédia, Drama, Romance             | Mindy Cohn, Marcus Patrick, Jesse Archer, Samuel Whitten, Casper Andreas, Kim Allen                             | Uma mulher tenta se afastar de seus amigos gays para encontrar um namorado hétero                                                                                  |
| La vida de los peces                                                      | Matías Bize                                                           | Chile                                | Drama                               | Santiago Cabrera, Blanca Lewin, Antonia Zegers, Víctor Montero, Sebastián Layseca, Juan Pablo Miranda           | |
| Die Wanderhure                                                            | Hansjörg Thurn                                                        | Alemanha                             | Drama, Romance                      | Alexandra Neldel, Alexander Beyer, Bert Tischendorf, Lili Gesler, Julian Weigend, Nadja Becker                  | [ 214 ] |
| Waterberry Tears                                                          | Adrian Aldaz                                                          | EUA                                  | Drama                               | Jazmin DeAnda, Mayra Gil, Garrett R. Hoy, Juan Loaiza                                                           | Segue um garoto gay de uma família mexicana que procura a aceitação desta e acaba se apaixonando pelo mesmo homem que sua irmã                                     |
| When Hainan Meets Teochew                                                 | Yew Kwang Han                                                         | Singapura                            | Comédia, Romance                    | Yew Kwang Han, Alaric Tay, Yi Kai Ho, Yann Yann Yeo, Chau Min Lee                                               | [ 216 ] |
| Who Took the Bomp? Le Tigre on Tour                                       | Kerthy Fix                                                            | EUA                                  | Documentário                        | Kathleen Hanna, Johanna Fateman, Jocelyn Samson                                                                 | Sobre a girl band eletrônica Le Tigre |
| William S. Burroughs: A Man Within                                        | Yony Leyser                                                           | EUA                                  | Documentário                        | Peter Weller, William S. Burroughs, David Cronenberg, Gus Van Sant, Iggy Pop, Jello Biafra                      | trad. William S. Burroughs - Um Retrato Íntimo Uma viagem pelo mundo do escritor William S. Burroughs                                                              |
| Wir sind die Nacht                                                        | Dennis Gansel                                                         | Alemanha                             | Drama, Fantasia                     | Karoline Herfurth, Nina Hoss, Jennifer Ulrich, Anna Fischer, Max Riemelt, Arved Birnbaum                        | trad. As Donas da Noite Um detetive investiga um trio de vampiras enquanto uma delas procura por sua amante perdida                                                |
| Worried About the Boy                                                     | Julian Jarrold                                                        | Reino Unido                          | Biográfico, Drama                   | Douglas Booth, Mathew Horne, Francis Magee, Richard Madden, Freddie Fox, Marc Warren                            | trad. Boy George - A Vida é Meu Palco Baseado na vida do artista Boy George                                                                                        |
| Yes or No: Yaak Rak Gaw Rak Loey (เยส ออร์ โนว์: อยากรักก็รักเลย)              | Sarasawadee Wongsompetch                                              | Tailândia                            | Comédia, Romance                    | Sushar Manaying, Suppanad Jittaleela                                                                            | Uma jovem universitária vira colega de quarto de uma garota tomboy, e as duas acabam se aproximando                                                                |
| You Should Meet My Son!                                                   | Keith Hartman                                                         | EUA                                  | Comédia                             | Joanne McGee, Carol Goans, Stewart Carrico, Ginger Pullman                                                      | Uma mãe conservadora tem que aceitar a homossexualidade do filho                                                                                                   |
| Zonde                                                                     | Simon Sliphorst                                                       | Países Baixos                        | Drama                               | Joop Keesmaat, Daniël 't Hoen, Betty van der Schaaf, Maryam Tarami, Rick Verstraten, Michael Beugelink          | [ 222 ] |